# Butlletí de la Unió de Cooperadors d'Igualada
Butlletí de la Unió de Cooperadors d'Igualada va ser una publicació sobre cooperativisme en català editada a Igualada l'any 1937.

## Descripció
La redacció i l'administració eren a la rambla de Ferrer i Guàrdia, núm. 9 (avui, General Vives). Els tres primers números es van imprimir a Codorniu i els altres a la Impremta Col·lectivitzada UGT.
Tenia dotze pàgines, a dues columnes, amb un format de 25 x 17 cm. El primer número va sortir el mes de gener de 1937 i l'últim, el 8-9, d'agost-setembre del mateix any.

## Continguts
A l'article de presentació deien: «En finir l'any 1936 tot s'ha transformat. Els privilegiats, tement per llurs interessos, s'han alçat amb armes contra el poble pretenent subjugar-lo encara més. Però els treballadors s'han recordat que la raó i la justícia era en ells i enfortits per la convicció es llancen a la defensa, i a falta d'armes, posseeixen valentia i a falta de bales sang: puix que és tal llur força que les armes retrocedeixen i les bales són insuficients».
Era una publicació de propaganda i defensa del cooperativisme. També hi havia alguns articles sobre l'escola pública, l'esperanto i el Socors Roig Internacional, així com informació de les activitats locals de la Unió de Cooperadors: biblioteca, coral, assemblees, etc. «A Igualada, les dues cooperatives de consum, fusionades en els primers mesos de la guerra, van poder continuar amb aparent normalitat la seva activitat evitant les confiscacions i les col·lectivitzacions, ara ja sota la denominació Unió de Cooperadors d'Igualada. Al Butlletí, el missatge i el to de molts articles s'havia radicalitzat considerablement, especialment els que anaven signats per la Joventut Cooperatista».
Així, en el número del mes de març s'hi podia llegir: «És lamentable la desconsideració en què es té el moviment cooperatiu, en l'afany i desigs de col·lectivització que tenen algunes organitzacions sindicals; no es fa cap diferència entre les empreses privades capitalistes i les entitats cooperatives. Es dona la monstruositat que es destrueixen empreses cooperatives de llarga tradició per “col·lectivitzar-les”».
Els redactors habituals eren Salvador Riba Gumà, Francesc Tomàs, Lluís Torrescasana, Joan Mateu i Faust Vila.
En el núm. 8-9 es van acomiadar amb aquestes paraules: «Degut a la ingent escassetat de paper s'ha interromput l'habitual publicació del Butlletí».

## Localització
- Biblioteca Central d'Igualada. Plaça de Cal Font. Igualada (col·lecció completa i relligada).